# Divine Brown
Divine Brown (nascida em 9 de setembro de 1974), anteriormente conhecida como Divine Earth Essence, é uma cantora de soul e R&B e atriz de teatro canadense vencedora do prêmio Juno.

## Discografia
- 2005: Divine Brown
- 2008: The Love Chronicles
- 2013: Something Fresh

### Singles
| Ano  | Canção                                 | Canadá | Álbum               |
| ---- | -------------------------------------- | ------ | ------------------- |
| 2005 | "Old Skool Love"                       | —      | Divine Brown        |
| 2005 | "U Shook Me (All Night Long)"          | —      | Divine Brown        |
| 2005 | "Help Me"                              | —      | Divine Brown        |
| 2008 | "Lay It On the Line"                   | 32     | The Love Chronicles |
| 2008 | "Meet Me At the Roxy"                  | —      | The Love Chronicles |
| 2009 | "Sunglasses" (featuring Nelly Furtado) | 22     | The Love Chronicles |

## Prêmios
| Ano  | Obra                | Prêmio | Categoria                | Resultado |
| ---- | ------------------- | ------ | ------------------------ | --------- |
| 2009 | The Love Chronicles | Juno   | Álbum do Ano de R&B/Soul | Ganhou    |